# ベーグルK
ベーグル☆K（ベーグルケー、BAGEL K）は、日本のベーグル専門店。
日本に初めてニューヨークベーグルを紹介した企業であり、ベーグルを日本の市場に広める一役を果たした。
関西地盤であり、大阪・東京・神奈川・名古屋・京都・広島・福岡に直営店舗を置いた。
1992年に初めてニューヨークからベーグルを輸入。当初、大阪を中心に展開をした。その後、主要都市の百貨店にショップを配置した。アメリカ国内で製造したベーグルを輸入している。

## 今までに展開した店舗

### 直営店
- 本店　（大阪市都島区東野田町1丁目1番1号）
- 梅田店（大阪市北区梅田、阪神百貨店内）
- 新宿店（東京都新宿区、伊勢丹本店内）
- 心斎橋店（大阪市中央区、そごう本店内）
- 八尾店（大阪府八尾市、八尾西武内）
- 天満橋店（大阪市中央区、京阪シティモール デリスタ内）
- くずは店（くずはモール内）
- 東京駅店（東京都千代田区八重洲大丸東京店内）
- 日本橋店（東京都中央区日本橋髙島屋東京店内）
- 二子玉川店（東京都世田谷区、高島屋玉川店内）
- 立川店（東京都立川市、伊勢丹立川店内）
- 相模原店（神奈川県相模原市、伊勢丹相模原店内）
- 横浜鴨居店（神奈川県横浜市、大丸ららぽーと横浜店内)
- 四条店（京都府京都市、大丸京都店内）
- 広島店（広島県広島市、福屋八丁堀本店内）
- 小倉店（福岡県北九州市、コレット内）
- 博多店（福岡県福岡市、大丸福岡天神店内）

現在は、ウェブショッピング、卸販売を中心に展開している。

## メディア掲載
- 2000年9月にはアメリカのビジネス誌であるCrain's誌がベーグルKの日本での展開を紹介した。
- 2000年11月、アメリカの経済誌であるFORBESが創業者の北村寛治を取り上げ、ニューヨークのベーグルを日本で広めたと報道した。FORBES誌は北村について「No one makes a Bagel like a New Yorker」と述べている。